# Tęczyńscy herbu Topór

Herb Topór

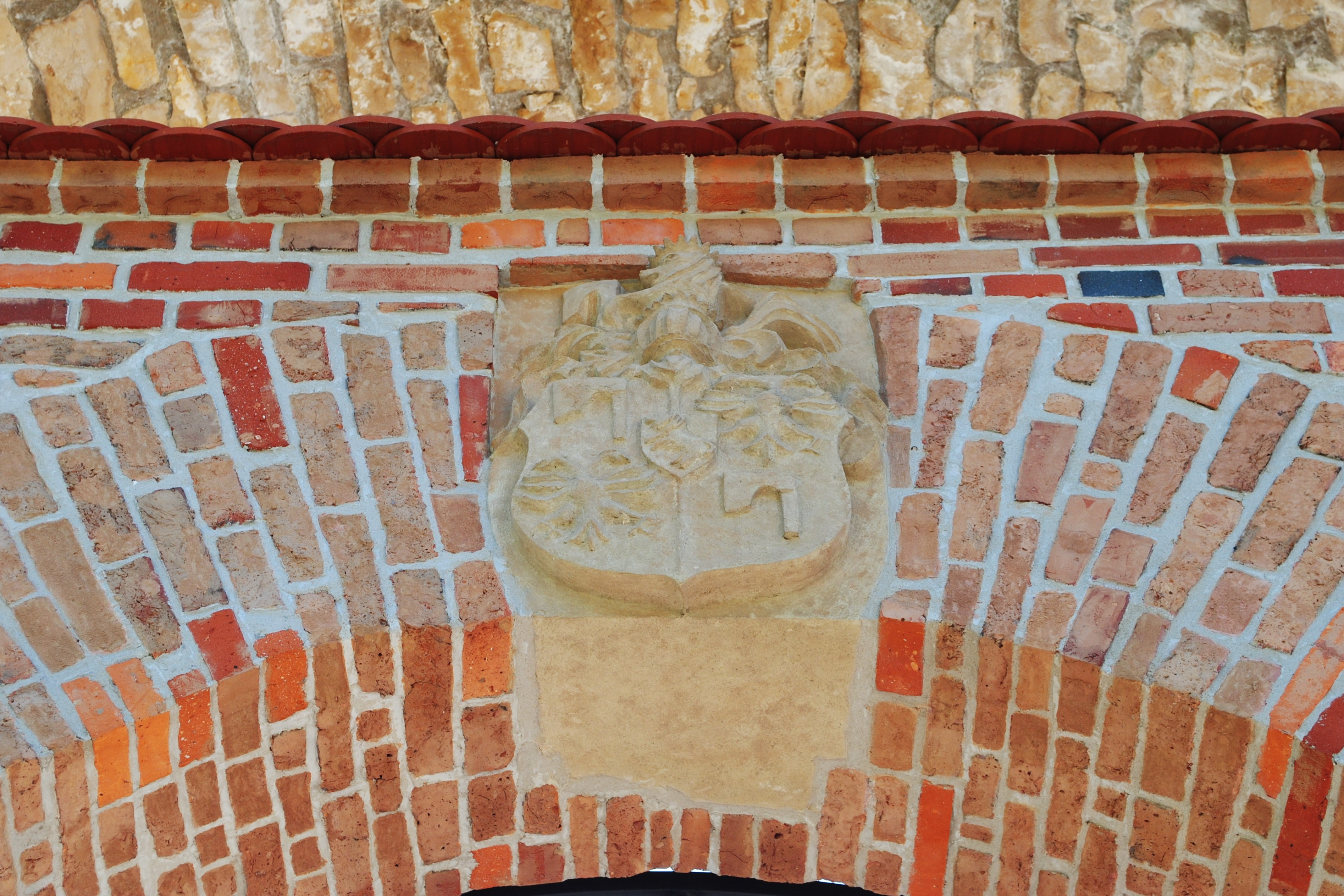
Herb Tęczyńskich w wersji z 1561, znajdujący się nad bramą wjazdową zamku Tenczyn

Tęczyńscy – polski ród magnacki herbu Topór. Od końca XIII wieku do 1637 Tęczyńscy nieprzerwanie utrzymywali się na szczytach elity możnowładczej i niezależnie od okresu należeli do kilku najbardziej wpływowych rodzin w Polsce. Siedzibą rodu był zamek Tenczyn w Rudnie.

## Historia

### Początki rodu

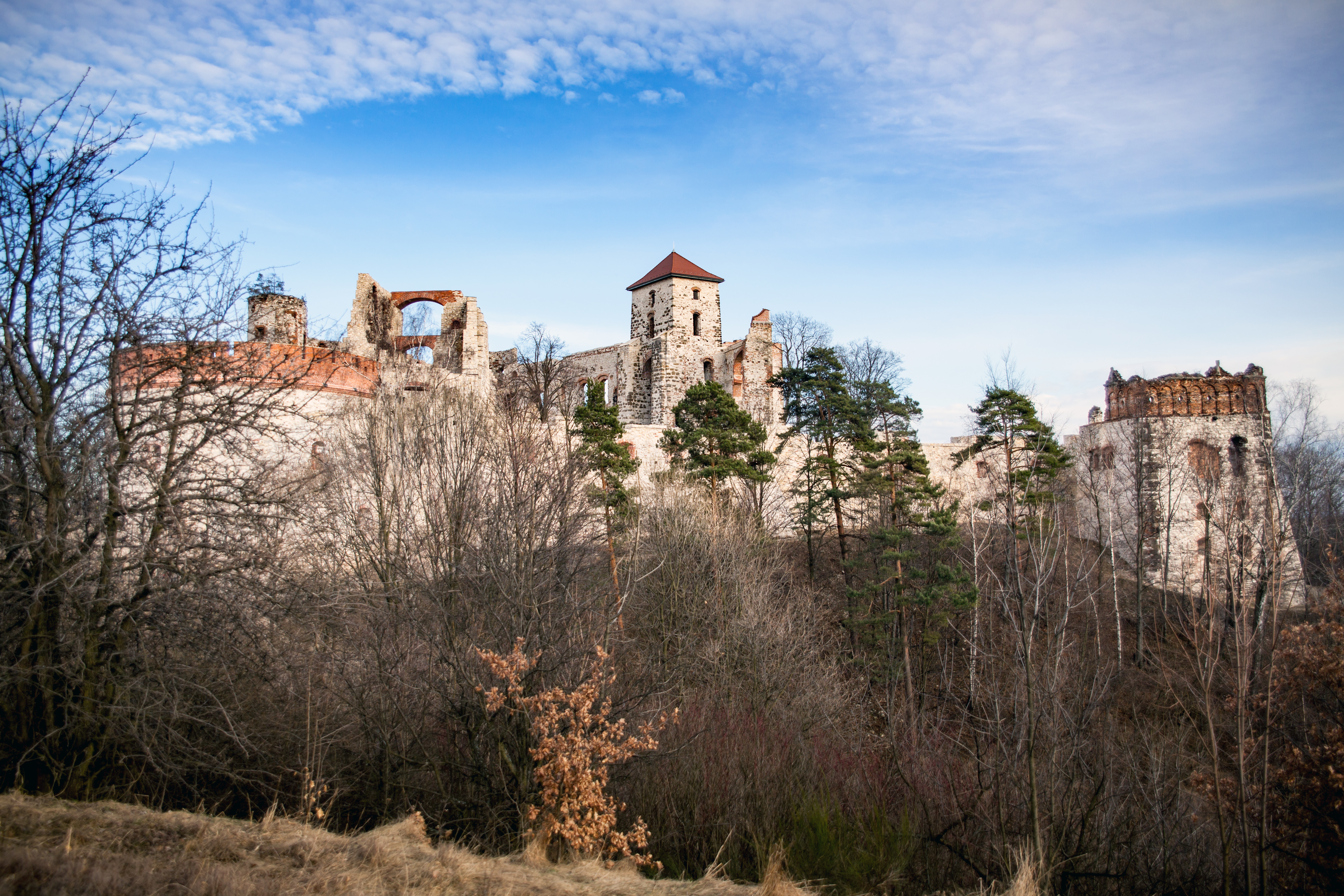
Ruiny zamku Tenczyn

Ród wywodził się od palatyna Sieciecha, a ich domniemani przodkowie („poronieni książęta”, według Wincentego Kadłubka) mieli być właścicielami Tyńca, który skonfiskował im Kazimierz I Odnowiciel. Protoplastą rodu był prawdopodobnie rycerz Sułek z Morawicy wzmiankowany w 1273 i posiadający prawo patronatu nad kolegiatą św. Andrzeja w Krakowie. Siedzibą rodu był zamek Tenczyn w Rudnie, którego budowę prawdopodobnie rozpoczął na początku XIV wieku syn Sułka – kasztelan krakowski Nawój z Morawicy, będący twórcą potęgi Tęczyńskich.

### Okres świetności Tęczyńskich

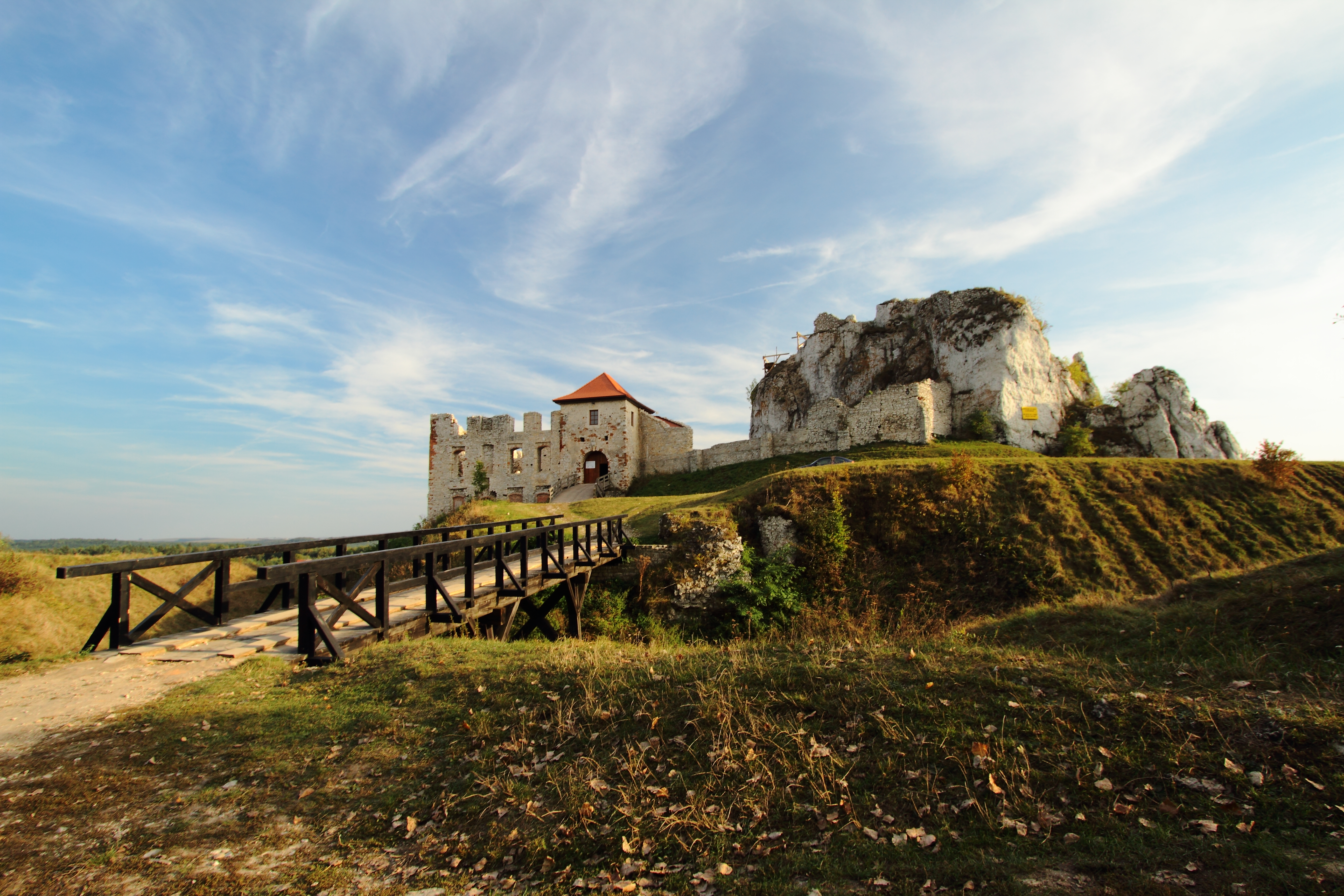
Ruiny zamku w Rabsztynie koło Olkusza

Właściwym twórcą zamku murowanego w latach 1331–1361 był syn Nawoja, Andrzej, i od tego czasu członkowie rodu przyjęli nazwisko Tęczyńscy po przeniesieniu się tam z zamku w Morawicy. Tęczyńscy działali najpierw na rzecz zjednoczenia kraju po okresie rozbicia dzielnicowego, a następnie potem na rzecz unii z Litwą. Synem Andrzeja był Jan, będący jednym z najważniejszych współpracowników królowej Jadwigi i Władysława Jagiełły. Za zasługi Władysław Jagiełło nadał mu Nową Górę z wsiami oraz z kopalniami ołowiu. Jan Tęczyński posiadał również zamek Wrocimowice.
Za panowania ostatnich Piastów oraz Jagiellonów Tęczyńscy byli najpotężniejszą rodziną w Małopolsce. Wielu z nich pełniło ważne funkcje kasztelanów krakowskich i wojewodów krakowskich. W 1408 najstarszy z synów Jana, Andrzej, ożenił się z Anną z Goraja, córką słynnego Dymitra z Goraja herbu Korczak, dzięki czemu Tęczyńscy uzyskali Kraśnik i klucz brzeziński. Po kryzysie w znaczeniu rodu w czasach Nawoja z Tęczyna, który zadłużył majątki, znaczenie rodu przywrócił Jan z Tęczyna, który został przywódcą najpotężniejszego w pierwszej połowie XV wieku stronnictwa możnowładczego, zwanego „oligarchami małopolskimi”. Andrzej Tęczyński, zmarły tragicznie w 1461, zamordowany przez tłum mieszczan krakowskich, zapoczątkował boczną linię rodziny znaną pod nazwiskiem Rabsztyńskich. Jej własnością stało się miasto Książ Wielki wraz z 14 wsiami oraz zastaw na tenucie rabsztyńskiej (zamek Rabsztyn, miasto Olkusz i 10 wsi). Własnością Tęczyńskich był także dom w Krakowie przy ul. św. Andrzeja, dom na Wawelu zwany Rabsztynem, miasto Łęczna, zamek Kryłów, zamek Terebiń, miasto Luboml, miasto Bóbrka i przylegające do nich wsie. Na latyfundium Tęczyńskich w 1470 składały się: 4 zamki, 6 miast, 90 wsi oraz 2 domy w Krakowie.
Śmierć Jana Tęczyńskiego w 1470 stanowiła punkt zwrotny w dziejach rodziny, ponieważ jego synowie nie mogli liczyć na przychylność Kazimierza Jagiellończyka, pamiętającego o opozycyjnej polityce ich ojca. Dopiero za panowania króla Jana Olbrachta kilku Tęczyńskich objęło wysokie urzędy senatorskie. Wojewoda Andrzej Tęczyński w 1527 otrzymał od cesarza dla rodu dziedziczny tytuł hrabiego. W 1562 roku założył Końskowolę.

### Koniec rodu

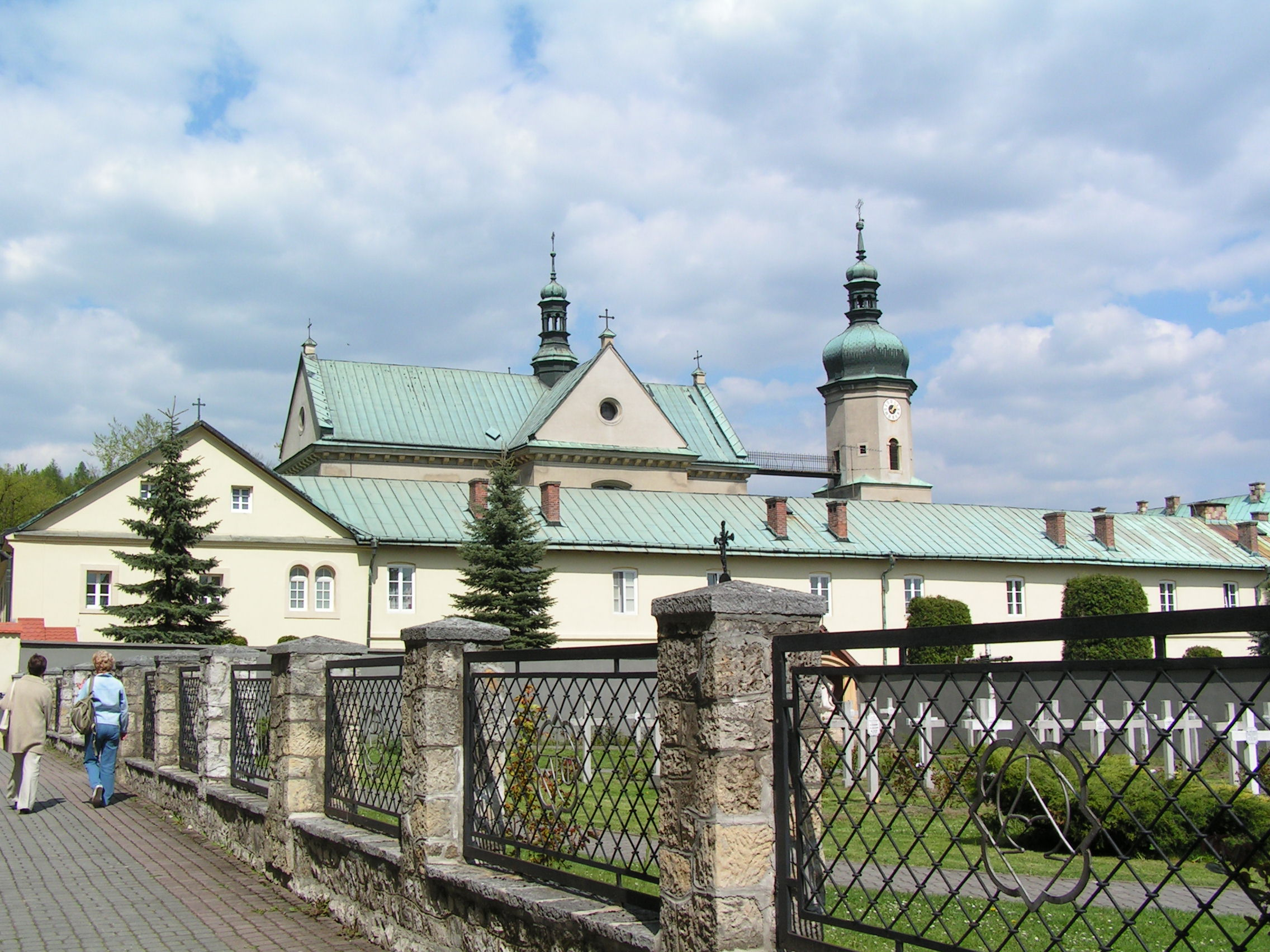
Klasztor karmelitów bosych w Czernej ufundowany przez Agnieszkę z Tęczyńskich Firlejową

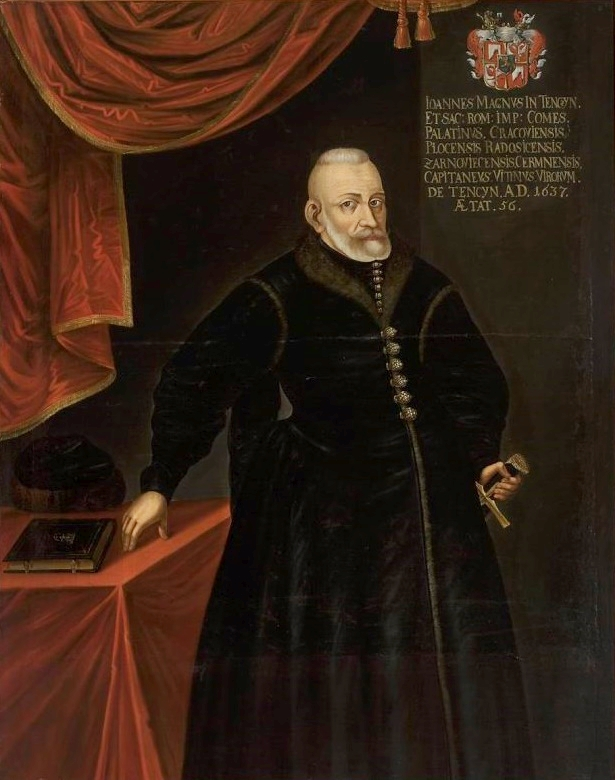
Jan Magnus Tęczyński

Ostatnim męskim przedstawicielem głównej linii rodu był wojewoda krakowski Jan Magnus Tęczyński, który zmarł w 1637. Spadkobierczynią całego majątku została jego córka Izabela, która poślubiła w 1639 starostę pobiedziskiego, Łukasza Opalińskiego.

## Najbardziej znani Tęczyńscy
- Nawój z Morawicy (zm. 1331) – kasztelan krakowski
- Andrzej Tęczyński (zm. 1369) – syn Nawoja, wojewoda krakowski
- Jan Tęczyński (zm. 1405) – syn Andrzeja (zm. 1369), kasztelan i starosta krakowski, bliski doradca Władysława Jagiełły
- Andrzej Tęczyński (zm. 1461) – brat Jana (zm. 1470), zabity przez mieszczan krakowskich, jego potomkowie przyjęli nazwisko Rabsztyńskich
- Jan Tęczyński (zm. 1470) – wnuk Jana (zm. 1405), wojewoda krakowski i lubelski, kasztelan krakowski
- Sędziwój Tęczyński (zm. 1479) – syn Jana (zm. 1470), rektor Akademii Krakowskiej
- Zbigniew Tęczyński (zm. 1498) – syn Jana (zm. 1470), doradca Kazimierza Jagiellończyka
- Andrzej Tęczyński (zm. 1536) – wnuk Jana (zm. 1470), wojewoda lubelski, sandomierski i krakowski, kasztelan krakowski, w 1527 otrzymał dziedziczny tytuł hrabiowski
- Andrzej Tęczyński (zm. 1561) – wnuk Jana (zm. 1470), wojewoda lubelski i kasztelan krakowski